# Jamaicai font
A jamaicai font 1840-től hivatalosan Jamaica brit koronagyarmat, majd az 1962-től 1969. szeptember 8-ig a már függetlenné vált Jamaica pénzneme volt paritásban a brit font sterlinggel. A jamaicai dollár váltotta fel, 1 font 2 dollárral lett egyenértékű.

## Története
A brit gyarmat Jamaicán először spanyol érméket használtak a készpénzforgalomban. Egy spanyol 8 reálos (Real de a Ocho, vagy Peso de a Ocho) ezüstérme előbb 4 brit shilling 4 pennyvel, majd 4 shillinggel és 2 pennyvel volt egyenértékű. Az első jamaicai érmék 1834-ben jelentek meg IV. György brit király portréjával 1 és 1/2 penny (3 félpenny) és 3 penny névértékben, 925 ezrelék finomságú sterlingezüstből verve. Ezek 1/4 illetve 1/2 spanyol reállal voltak egyenértékűek. A brit parlament 1839-ben törvényt hozott, hogy 1840. december 31. napjától Jamaicán a spanyol arany dublón (= 3 font 4 shilling) kivételével csak a brit érmék számítanak törvényes fizetőeszköznek. Ekkortól az összes brit érme, azaz a bronz farthing (1/4 penny), fél penny, 1 penny, az ezüst 3, 6 penny, shilling, florin, 1/2 korona, korona, és az arany 1/2 sovereign, valamint 1 sovereign bevezetésre került Jamaicán (1 font sterling = 1 sovereign = 4 korona (crown) = 10 florin = 20 shilling = 240 penny = 960 farthing).

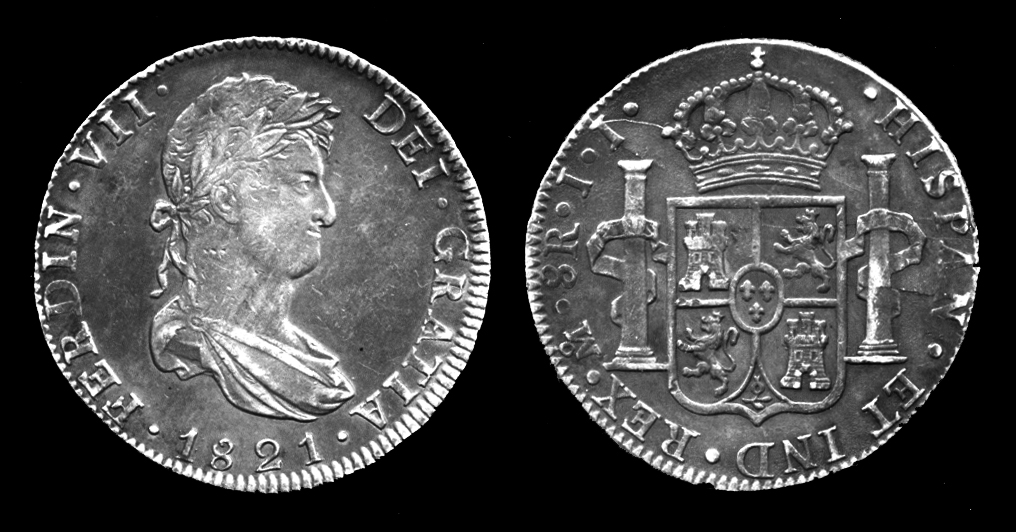
VII. Ferdinánd 1821-es 8 reálos ezüstérméje, valós átmérője 38 mm. A 8 reálos, avagy "spanyol dollár" volt az első univerzális világpénz. A brit gyarmatokon, így Jamaicán általában 4 shilling 2 penny értékben fogadták el (1 brit font sterling = 20 shilling).
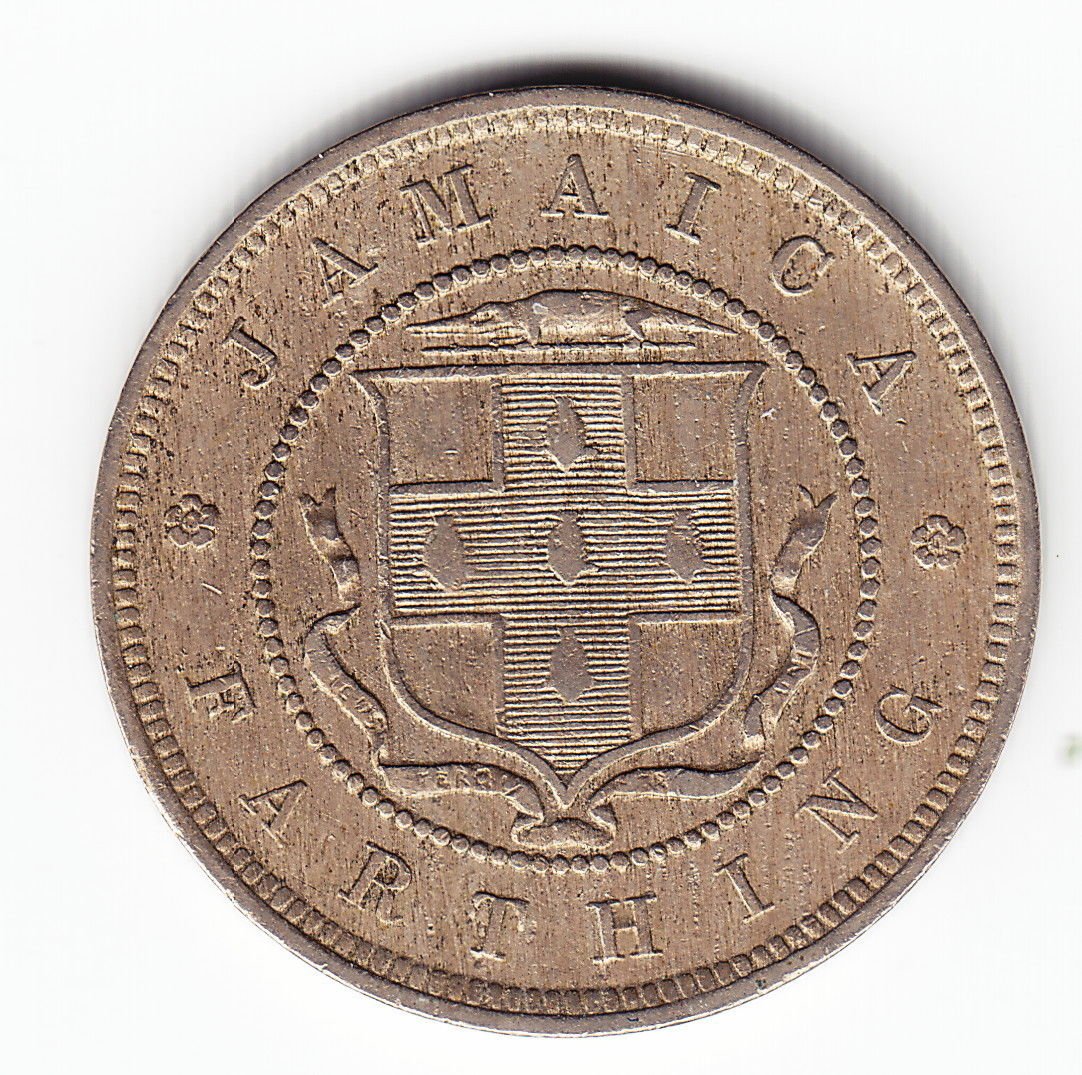
Az 1880-ban bevezetett, és 1934-ig alpakkából vert farthing (1/960 font sterling, azaz 1/4 penny) volt a legkisebb értékű érme. A hátoldala Jamaica brit koronagyarmat címerét ábrázolta.
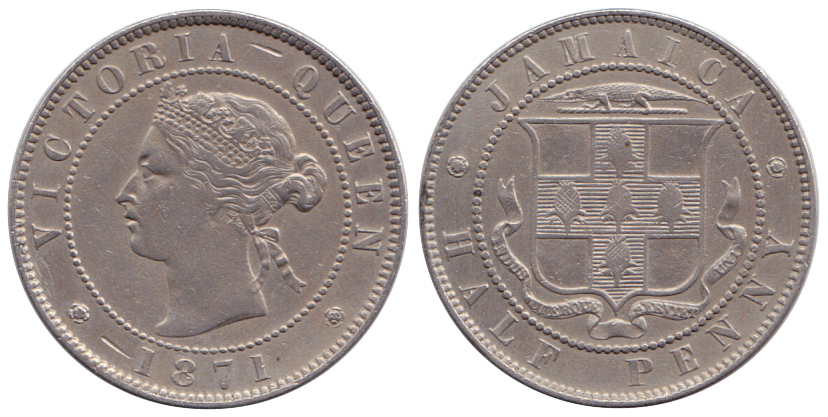
1871-es félpennys érme. Az előlapon Viktória királynő portréja látható.

## Érmék
Az első jamaicainak tekinthető érmék 1834-ben jelentek meg, IV. György király előoldali portréjával, a hátoldalon Szent Eduárd koronája és koszorúba foglalt értékjelzés ábrázolásával, 1 és 1/2 penny (3 félpenny) és 3 penny névértékben, 925 ezrelékes sterlingezüstből verve. Mivel ezeken még nem szerepelt a Jamaica felirat, így a szakértők többsége inkább speciálisan Jamaica számára készült, de brit érméknek tartja őket.
1869-ben, mivel a néger lakosság többsége nem szívesen használta a brit bronz 1/2 és 1 pennys érméket, ezért az ezüstéhez hasonló színű, külön jamaikai alpakka 1/2 és 1 pennys érmék verésére került sor, 1880-tól, szintén alpakkából farthingot (1/4 penny) is verettek. Ezekaz érmék előoldalukon Viktória királynő képmását, hátoldalukon a gyarmat címerét és az értékjelzést hordozták.
VII. Eduárd és V. György királyok Imperial State Crown-t viselő, gyarmati portréjával szintén vertek farthing, 1/2 penny és 1 penny névértékű érméket, változatlan hátoldallal, alpakkából. VI. György uralkodása alatt a farthing, az 1/2 és az 1 pennys veretek már bronzból készültek. II. Erzsébet portréjával csak 1/2 és 1 pennys készült, 1953 és 1963 között még a régi, 1964 után már az új jamaicai címerrel a hátlapon. 1969-ben emlék változatú 1/2 és 1 pennysek kerültek forgalomba az első jamaicai érmék kibocsátásának centenáriumára. VI. György és II. Erzsébet esetében szintén a koronás, gyarmati portrét használták. Tehát Jamaicán az érmeforgalom a farthingot, az 1/2 és 1 pennyst leszámítva, amelyből az anyaországi veretek mellett helyi változatok is készültek, egészen 1969-ig, a dollár bevezetéséig kizárólag az aktuális brit érmékben bonyolódott le.
| Előoldal: | Hátoldal: |
| --------- | --------- |
|           |           |
|           |           |
|           |           |

1966-ban emlék 5 shillinges (1/4 font sterling, azaz 1 korona) érmét bocsátottak ki az abban az évben a jamaicai Kingstonban megrendezett Nemzetközösségi Játékok alkalmából, ennek előoldalán az ország címere és értékjelzés, hátoldalán láncoktól keretezett Szent Eduárd korona, évszám és "VIII BRITISH EMPIRE AND COMMONWEALTH GAMES KINGSTON JAMAICA" felirat látható.

## Papírpénzek, bankjegyek

### Brit gyarmati hatóságok kibocsátási
1920 előtt Jamaica számára, hasonlóan több más gyarmathoz és domíniumhoz különböző brit kereskedelmi bankok bocsátottak ki papírpénzt, általában 1, 5 és 10 font névértékekben. A kereskedelmi bankok címletei az 1940-es évek elejéig voltak forgalomban.

#### Treasury of Jamaica
Az 1904-es Currency Notes Law 27 of 1904 törvény elvileg lehetővé tette a Treasury of Jamaica, a gyarmati kincstár számára 10 shillinges (1/2 font sterling) államjegyek kibocsátását, de ezzel akkor még nem éltek. Az 1918-as Law 17 of 1918 törvény elrendelte a készpénzforgalom igényeinek megfelelő, szükség szerinti névértékű államjegyek kibocsátását. Mivel a címletforgalom az 1 fontos és ennél nagyobb névértékekben a kereskedelmi bankok által biztosítva volt, ezért a két jogszabály alapján (Issued under the authority of Law 27 of 1904 & Law 17 of 1918) a kincstár 1920. március 15-től 2 shilling 6 pennys (1/8 font, azaz fél korona), 5 shillinges (1/4 font, azaz 1 korona), és 10 shillinges (1/2 font) jegyeket bocsátott ki. Valamennyi fő motívuma az előoldalon V. György király portréja és Jamaica címere. A 2 shilling 6 pennys hátoldalán Athéné, az 5 shillingesén Kolumbusz hajója a Santa Maria, a 10 shillingesén pedig a brit oroszlán látható. A brit Thomas de la Rue cég londoni nyomdájában készültek.

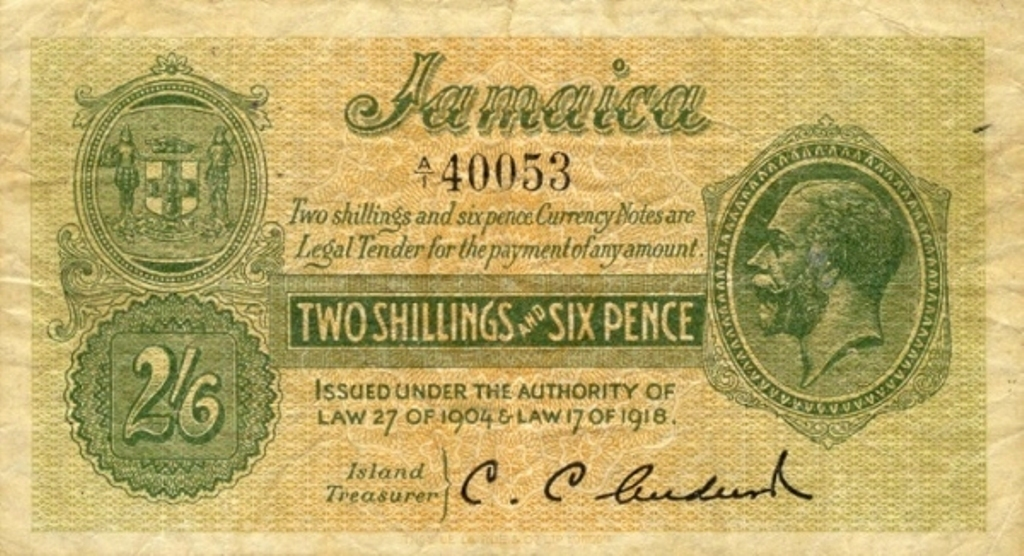
A Treasury of Jamaica 2 shilling 6 pennys (1/8 font sterlinges) címlet előoldala V. György király portréjával.
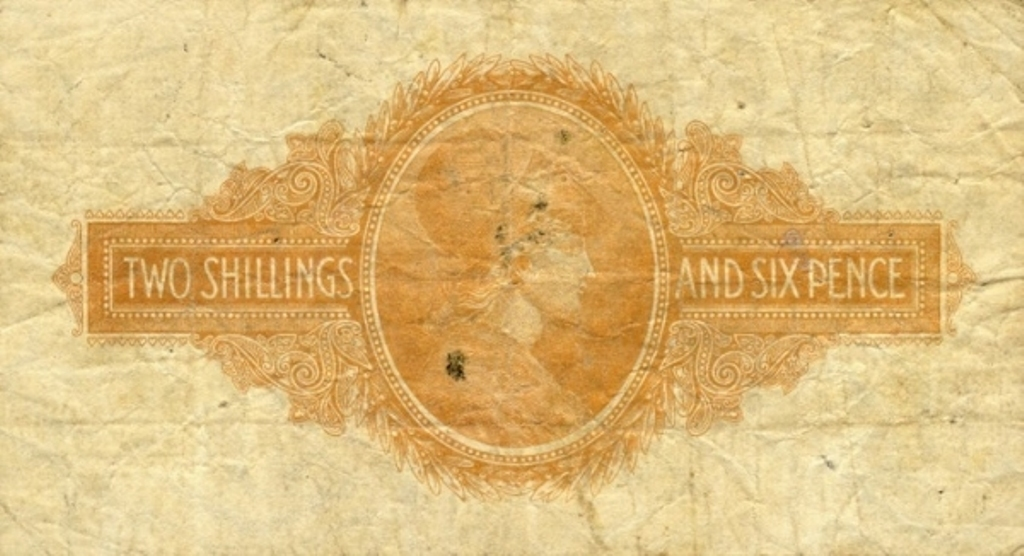
A 2 shilling 6 pennys címlet Athénét ábrázoló hátoldala.
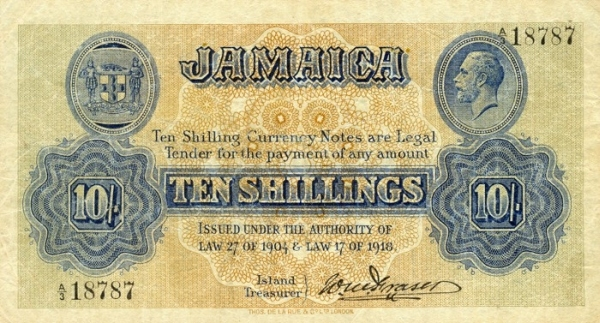
A Treasury of Jamaica 10 shillinges címletének előoldala V. György király portréjával.
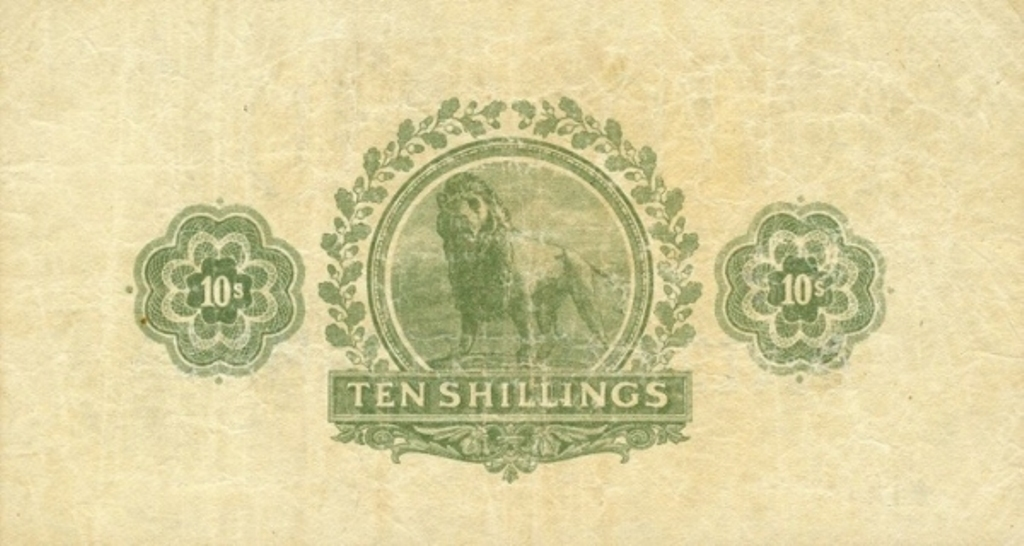
A 10 shillinges címlet brit oroszlánt ábrázoló hátoldala.

#### Government of Jamaica

##### V. György sorozat
Később szintén a Law 27 of 1904 & Law 17 of 1918 törvények alapján közvetlenül a Government of Jamaica, a gyarmati kormányzóság vette át a kincstártól az államjegyek kibocsátását. Ebben a sorozatban 5 shillinges (1/4 font) és 10 shillinges (1/2 font) készült. A fő motívum mindkét címlet előoldalán továbbra is az uralkodó, V. György és a címer maradt, kiegészítve cukornádat arató és banánt szüretelő négerek, valamint a Dunn's River Falls vízesés ábrázolásával. A hátoldalra egységesen gyümölcseitől roskadozó narancsfa, folyón átívelő híd és ananász került. A brit Waterlow cég nyomtatta a sorozatot Londonban. Máig a legszebb jamaicai papírpénzeknek tartják őket.

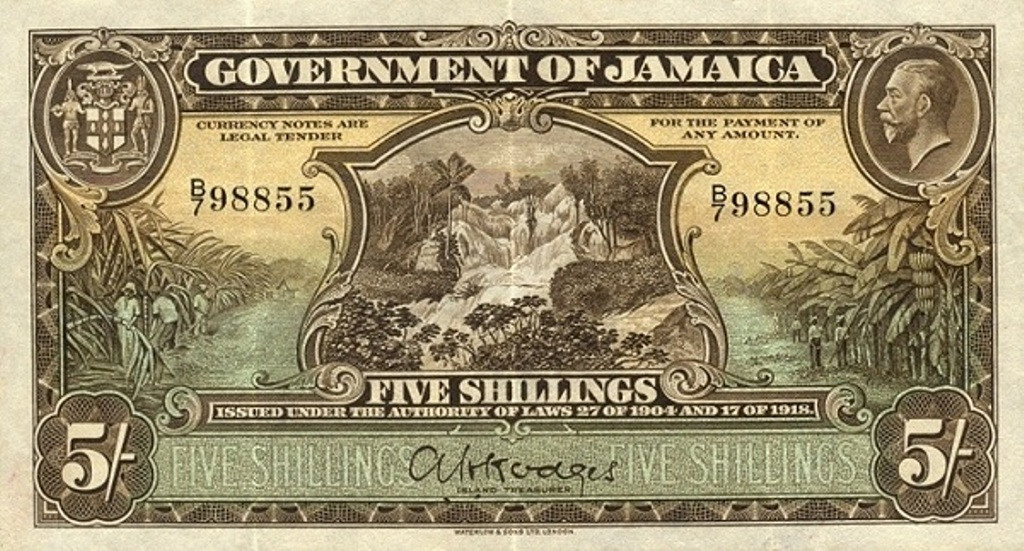
A Government of Jamaica 5 shillinges címletének előoldala V. György király portréjával.
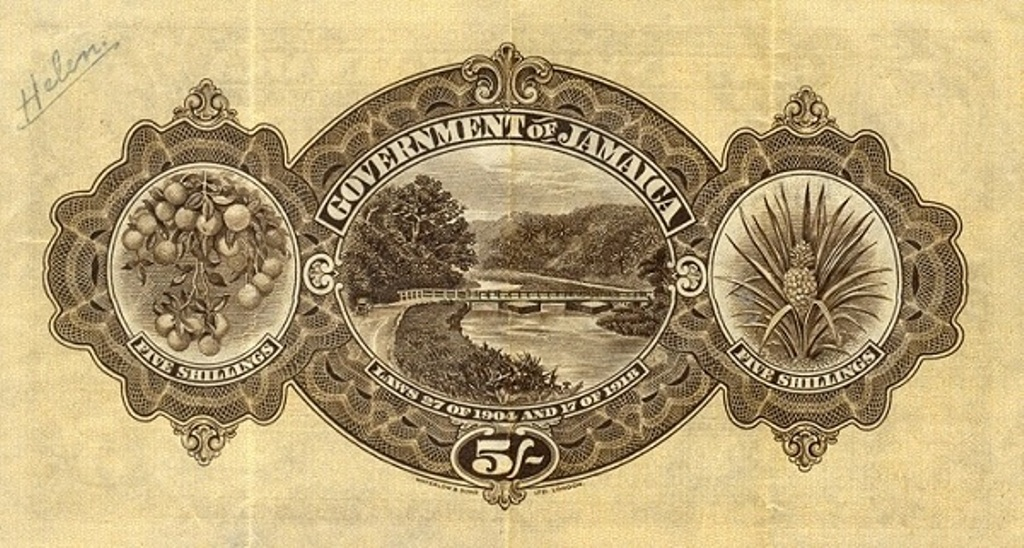
Az 5 shillinges címlet hátoldala.
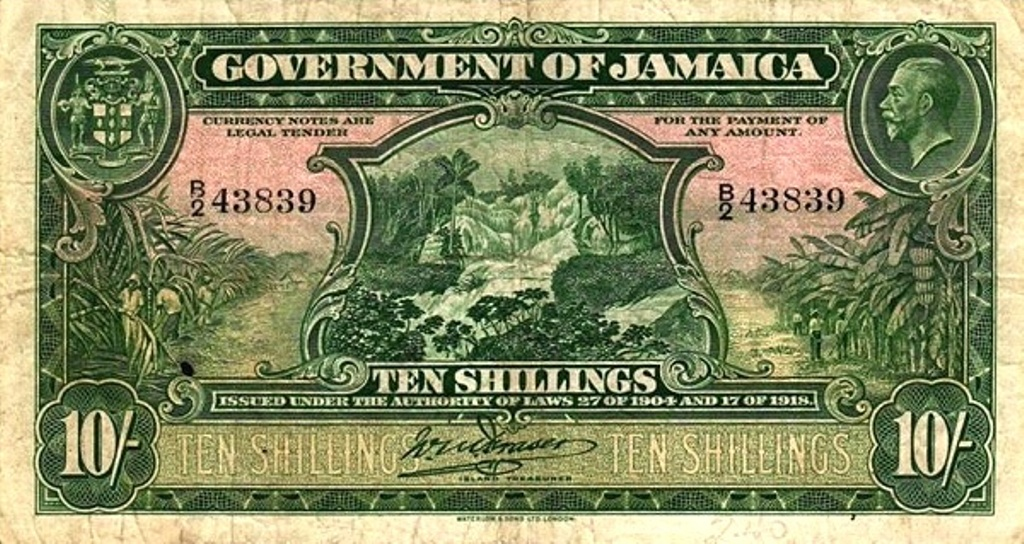
A Government of Jamaica 10 shillinges címletének előoldala V. György király portréjával.
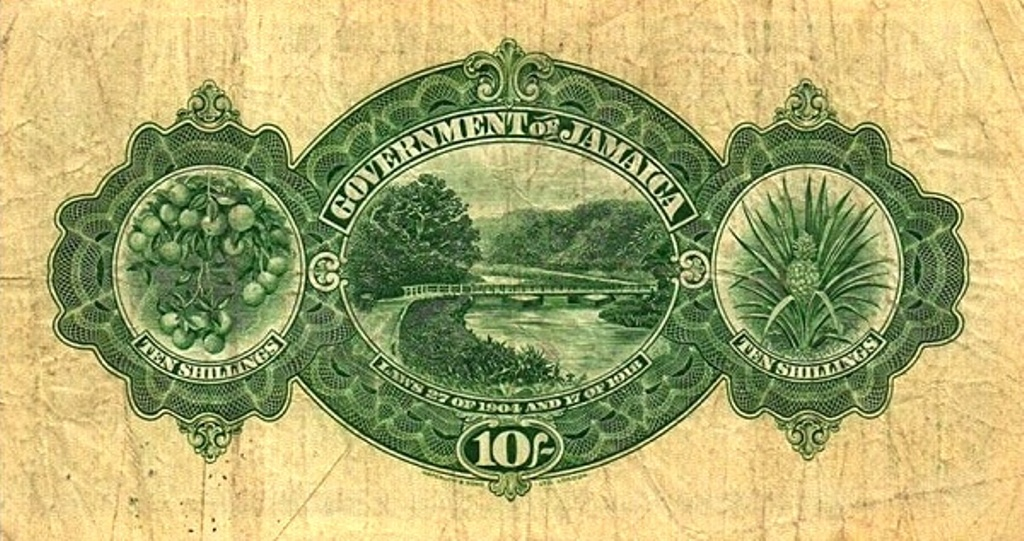
A 10 shillinges címlet hátoldala.

##### VI. György sorozat
1939-ben a Government of Jamaica az új uralkodó, VI. György portréjával teljesen új sorozat kibocsátásába kezdett, ez piros alapszínű 5 shillinges, lila 10 shillinges, zöld 1 fontos és barna 5 fontos, egyforma méretű és dizájnú címletekből állt, a vízjelben ananásszal. Az előoldalakon balra VI. György díszegyenruhás portréja, jobbra nagy méretű értékjelzés, alul középen vízjelmező, a hátoldalon jobb és baloldalon nagy méretű értékjelzés, felül középen címer, alatta vízjelmező látható. A sorozat érdekessége, hogy VI. György 1952. február 6-án bekövetkezett halála után még 1960-ig nyomtatásban maradt, azaz más brit gyarmatok és domíniumok gyakorlatával ellentétben nem cserélték le a portrét röviddel II. Erzsébet trónralépése után. Az utolsó, 1960-as kibocsátás során az 5 shillinges, a 10 shillinges és az 1 fontos hátoldalát teljesen áttervezték.
| Előoldal: | Hátoldal: |
| --------- | --------- |
|           |           |
|           |           |
|           |           |
|           |           |

##### II. Erzsébet 5 fontos
A Government of Jamaica utolsó kibocsátása az 1960. július 4-i dátummal forgalomba került II. Erzsébet 5 fontos volt. Ez a kormányzóság egyetlen papírpénze, mely a királynőt ábrázolta, a képmás Dorothy Wilding 1954-es portréfotója alapján készült. A sötétkék alapszínű címlet előoldalán balra II. Erzsébet portréja, alul középen vízjelmező, a hátoldalon ipari üzem és terméseitől roskadozó banánfa látható. Mivel csak kis mennyiségben, rövid ideig bocsátották ki, és a saját korában relatíve nagy címletnek minősült, rendkívül ritka papírpénznek számít.

### Bank of Jamaica

#### II. Erzsébet sorozat
Az 1960-as Bank of Jamaica Act 1961. május 1. napjával hozta létre a Bank of Jamaicát felruházva a bankjegyek és érmék kibocsátásának kizárólagos jogával.
szintén 1961, május 1-én kerültek forgalomba az első bankjegyei 5 shilling, 10 shilling, 1 font, majd 1964-től 5 font névértékben. Valamennyi címlet előoldalán egységesen II. Erzsébet királynő Nagy-Britannia és Írország lányai diadémot (Girls of Great Britain and Ireland) viselő, Dorothy Wilding 1952-es fényképe alapján készült portréja és a jamaicai címer szerepelt fő motívumként. A vízjelben egy ananász látható. A piros 5 shillinges hátoldalán a Dunn's River falls vízesés, a lila 10 shillingesén csónakokra banánfürtöket pakoló munkások, a zöld 1 fontos hátoldalán cukornádat arató traktor, a kék 5 fontosén ipari üzem, és narancsot szüretelő nő látható. Két címerváltozatban készültek, míg az 1961-es 5, 10 shillinges és 1 fontos esetében az 1957-es változatú címer latin jelmondatot tartalmazott: "INDVS VTERQVE SERVIET VNI", addig az 1964-től kibocsátott 5, 10 shillingesek, 1 és 5 fontosok az 1962-től bevezetett angol mottós: "OUT OF MANY, ONE PEOPLE" címerváltozatot használták. A laitin jelmondatos bankjegyek esetében egy aláírás változat, S. W. Payton, mint a Bank of Jamaica kormányzójáé (Governor) létezett. Az angol mottós címleteknél 5 shillinges esetében három (S. W. Payton - Governor /1964/, R.T.P. Hall - Acting Governor /1964-1966/, és G. A. Brown - Governor /1967-1969/), a 10 shillinges és az 1 fontos esetében négy (S.W. Payton - Governor /1964/, R.T.P. Hall - Acting Governor /1964-1966/, R.T.P. Hall - Governor /1966-1967/, és G.A. Brown - Governor /1967-1969/), az 5 fontosnál pedig szintén három (S.W. Payton - Governor /1964/, R.T.P. Hall - Governor /1966-1967/, és G.A. Brown - Governor /1967-1969/) aláírás variáció létezett. Az 1964-es sorozat esetében S.W. Payton szignója mellett két sorozatszámtípustː a gótikus vagy straight, illetve a Times New Roman változatot is használták.

1961-től 1964-ig a II. Erzsébet sorozat 5, 10 shillingesén és 1 fontosán az 1957-ben bevezetett, a már 1906-tól használt latin mottót is tartalmazó címerváltozat szerepelt.
1964-től a II. Erzsébet sorozat címletein az angol jelmondatos, 1962-ben bevezetett új jamaicai címer szerepelt.

### Kereskedelmi bankok

#### Bank of Jamaica
A Bank of Jamaica nevű kereskedelmi bank 1836-ban alakult, 1864-ben vásárolta fel a Colonial Bank, 1, 2, 3, 4 és 10 fontos címleteket bocsátott ki. Nem állt semmiféle kapcsolatban az 1961-ben létrejött jamaicai jegybankkal.

#### Bank of Nova Scotia
A Brit Birodalomhoz tartozó Kanada domínium Bank of Nova Scotia nevű kereskedelmi bankja 1900 és 1930 közötti dátumváltozatokkal bocsátott ki 1 és 5 fontos bankjegyeket Jamaicán. A nagyobb méretű szériában 1900, 1919 és 1920 évszámokkal 1 fontos, 1900 és 1920 évszámokkal 5 fontos került forgalomba. 1930-ban új dizájnú, kisebb méretű 1 fontost adtak ki.

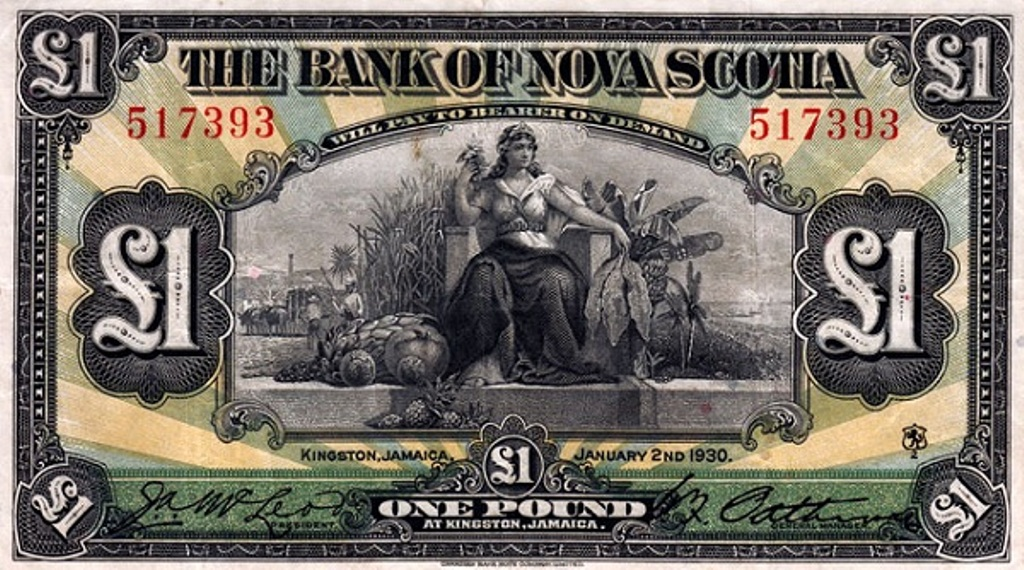
A Bank of Nova Scotia által 1930. január 2-án Jamaica számára kibocsátott 1 fontos bankjegyének előoldala.
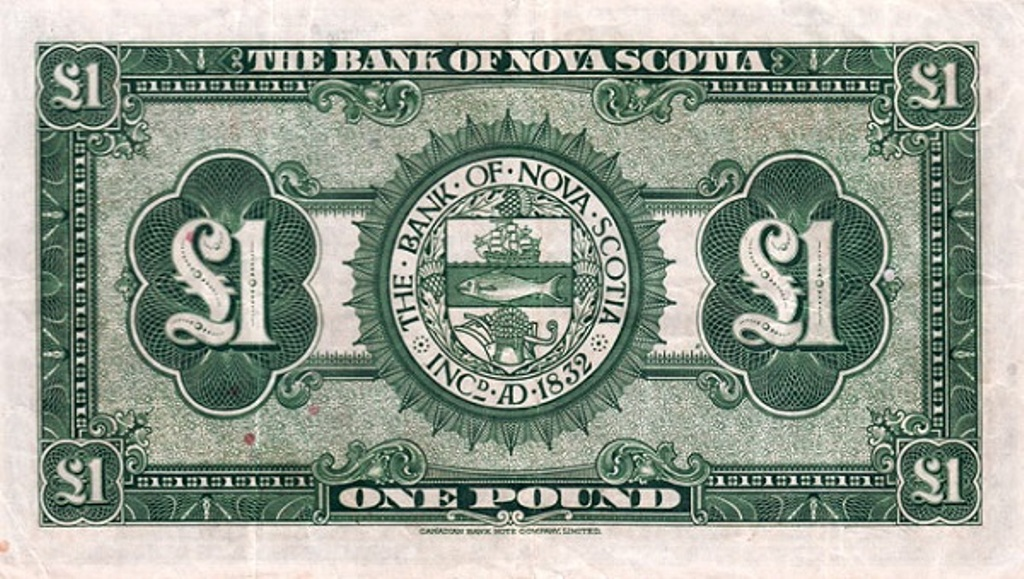
A Bank of Nova Scotia 1 fontosának hátoldala.

#### Barclays Bank (Dominion, Colonial & Overseas)
A brit Barclays Bank (Dominion, Colonial & Overseas) kereskedelmi bank címletei két szériában 1926 és 1940 közötti kibocsátási évszámokkal kerültek forgalomba Jamaicán. Az első, 1926-os széria 1, 5 és 10 fontos címleteket tartalmazott. A második, 1937-es szériában új dizájnú 1, 5 és 10 fontos került forhalomba.

#### Canadian Bank of Commerce
A kanadai Canadian Bank of Commerce 1920-ban nyitott fiókot Kingstonban, 1921-es évszámmal 1 és 5 fontost, 1938-as évszámmal pedig egy kisebb méretű 1 fontost bocsátott ki. Az 1 fontosok megjelenése kfőbb motívumaiban megfelelt ezen bank Kanadában kibocsátott 5 dollárosainak.

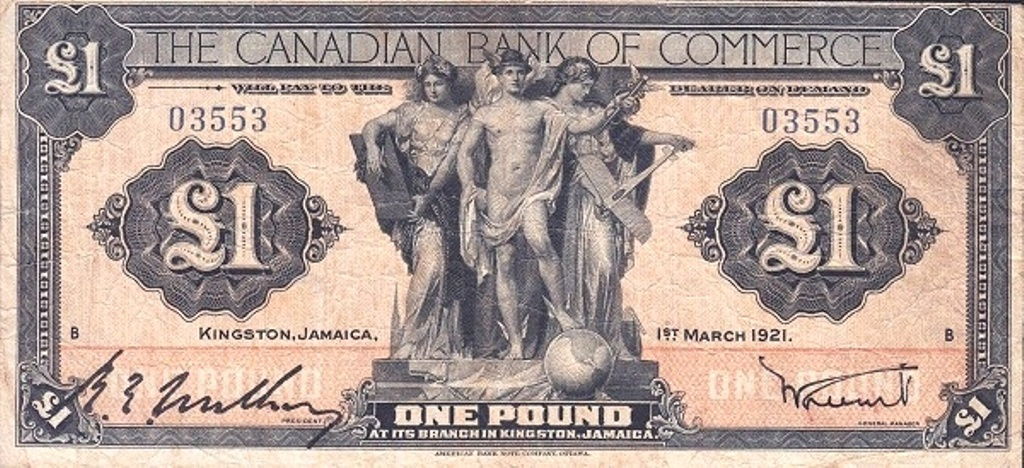
A Canadian Bank of Commerce 1921. március 1. napján kibocsátott nagyobb méretű 1 fontosának előoldala.
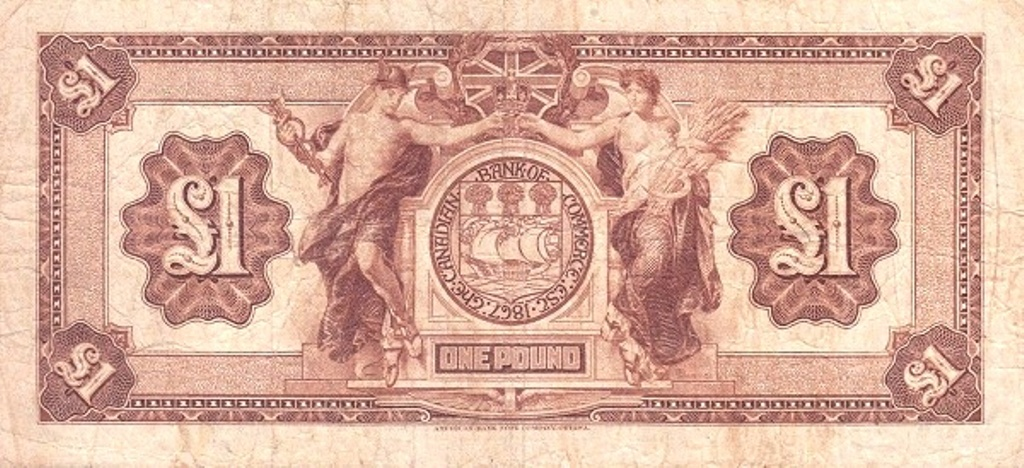
A Canadian Bank of Commerce 1921-es 1 fontosának hátoldala.
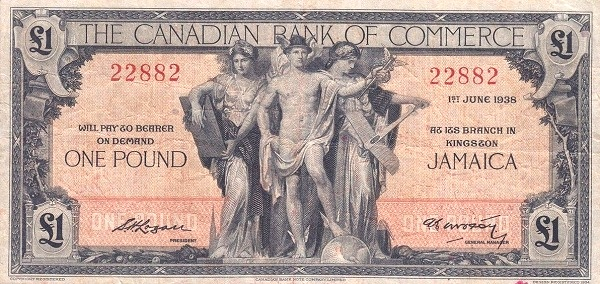
A Canadian Bank of Commerce 1938. június 1. napján kibocsátott kisebb méretű 1 fontosának előoldala.
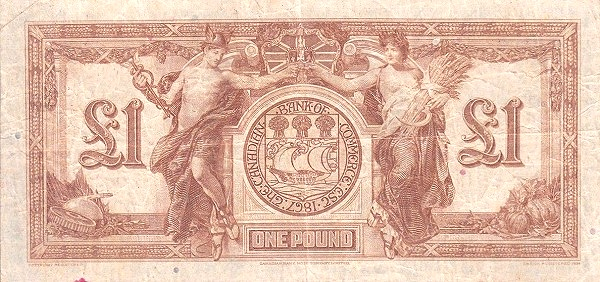
A Canadian Bank of Commerce 1938-as 1 fontosának hátoldala.

#### Colonial Bank
A Colonial Bank 1836-ban alakult, miután a Barclays Bank (Dominion, Colonial & Overseas) felvásárolta, a bankjegykibocsátást ez a pénzintézet folytatta.
1, 5 és 10 fontosait 1925-ig hozta forgalomba.

#### London and Colonial Bank
A London and Colonial Bank 1864-ben alakult Kingstonban, működését már 1865-ben beszüntette, egyedül 10 shillinges (1/2 font) bankjegyeket bocsátott ki.

#### Planters' Bank
A Planters' Bank 1849 és 1848 között működött Kingstonban. 1839-ben 1 fontosokat, 1844-ben pedig új típusú 1, 3, 5, 10, 50 és 100 fontosokat helyezett forgalomba.

#### Royal Bank of Canada
A kanadai Royal Bank of Canada 1911-ben nyitott fiókot a jamaicai Kingstonban. 1911-ben 1 és 5 fontost, 1938-ban pedig hasonló dizájnú, de kisebb méretű 1 és 5 fontost bocsátott ki, ezeket a New York-i American Bank Note Company nyomtatta.